# Laura Sárosi
Laura Sárosi (ur. 11 listopada 1992 roku w Budapeszcie) – węgierska badmintonistka, uczestniczka igrzysk olimpijskich w Rio de Janeiro (2016). 

## Życiorys

### Mistrzostwa Europy
Podczas Mistrzostw Europy w Badmintonie w 2016 roku, które odbyły się we Francji, Sárosi została wyeliminowana w drugiej rundzie. W pierwszej rundzie pokonała Chorwatkę Doroteę Sutara 21-8, 21-5, a następnie przegrała z Niemką Karin Schnaase, 21-16, 14-21, 18-21. W czasie meczu but Niemki rozpadł się. W przypadku, gdyby opuściła plac gry, zostałaby zdyskwalifikowana. Sarosi pożyczyła jej więc swoją zapasową parę. Porażka oznaczała, że Sárosi nie uzyska wystarczającej liczby punktów, aby zakwalifikować się bezpośrednio na Letnie Igrzyska Olimpijskie 2016, a zamiast tego została umieszczona na liście rezerwowej. Sárosi otrzymała później miejsce w igrzyskach po petycji komisji, która przyznała jej kwalifikację olimpijską za gest fair play w stosunku do swojej przeciwniczki. 

### Igrzyska olimpijskie
Na igrzyskach wzięła udział w grze pojedynczej. W swojej grupie zajęła 3. miejsce, przegrywając z Kanadyjką Michele Li oraz późniejszą wicemistrzynią olimpijską, Indyjką Pusarla Venkata Sindhu.